# Carl Friedrich Keil
Johann Friedrich Karl Keil sau Carl Friedrich Keil (26 februarie 1807 - 5 mai 1888) a fost un conservator German de religie Luterană și comentator pentru Vechiul Testament. KEIL, KARL FRIEDRICH (1807-1888), este un critic biblic German, născut în Lauterbach, Saxonia. Keil a fost recunoscut la facultatea teologică din Dorpat în Estonia, unde a predat Biblia, Exegeza Noului Testament și limbile orientale. În 1859 a fost chemat să slujească Biserica Luterană din Leipzig. În 1887 s-a mutat la R. Keil a fost un critic conservator care a reacționat puternic împotriva criticii științifice biblice din vremea sa. El a susținut cu tărie autorul mozaic al Pentateuhului. El a menținut validitatea investigației istorico-critice a Bibliei numai dacă a dovedit existența revelației Noului Testament în scripturi. În acest scop, el a editat (cu Franz *Delitzsch) lucrarea sa principală, un comentariu la Biblie, Biblischer Kommentar unixber das Alte Testament (5 vol., 1866-82;Comentariu biblic asupra Vechiului Testament, 5 vol., 1872–77). Lucrarea rămâne cea mai durabilă contribuție a sa la studiile biblice. De asemenea, a publicat comentarii despre Macabei și literatura Noului Testament.

## Biografie
Keil s-a născut la Lauterbach lângă Oelsnitz, Regatul Saxoniei, și a murit la R Optstz, Saxonia.
Este cunoscut mai ales pentru contribuțiile sale la Keil și Delitzsch comentarii, un set de zece volume scris cu Franz Delitzsch.
Keil a fost un student de Ernst Wilhelm Hengstenberg.

## Lucrări
- Keil, Carl Friedrich (1869).  Douglas, George C. M., ed. Manual of historico-critical introduction to the canonical scriptures of the Old Testament. 1 (ed. 2). Edinburgh: T. & T. Clark.
- Keil, Carl Friedrich (1882).  Douglas, George C. M., ed. Manual of historico-critical introduction to the canonical scriptures of the Old Testament. 2 (ed. 2). Edinburgh: T. & T. Clark.
- Keil, Carl Friedrich (mai 1827).  Frederick, Crombie, ed. Manual of Biblical Archaeology introduction to biblical archaeology. 2 (ed. 2). Edinburgh: T. & T. Clark.

### Comentariu al Vechiului Testament

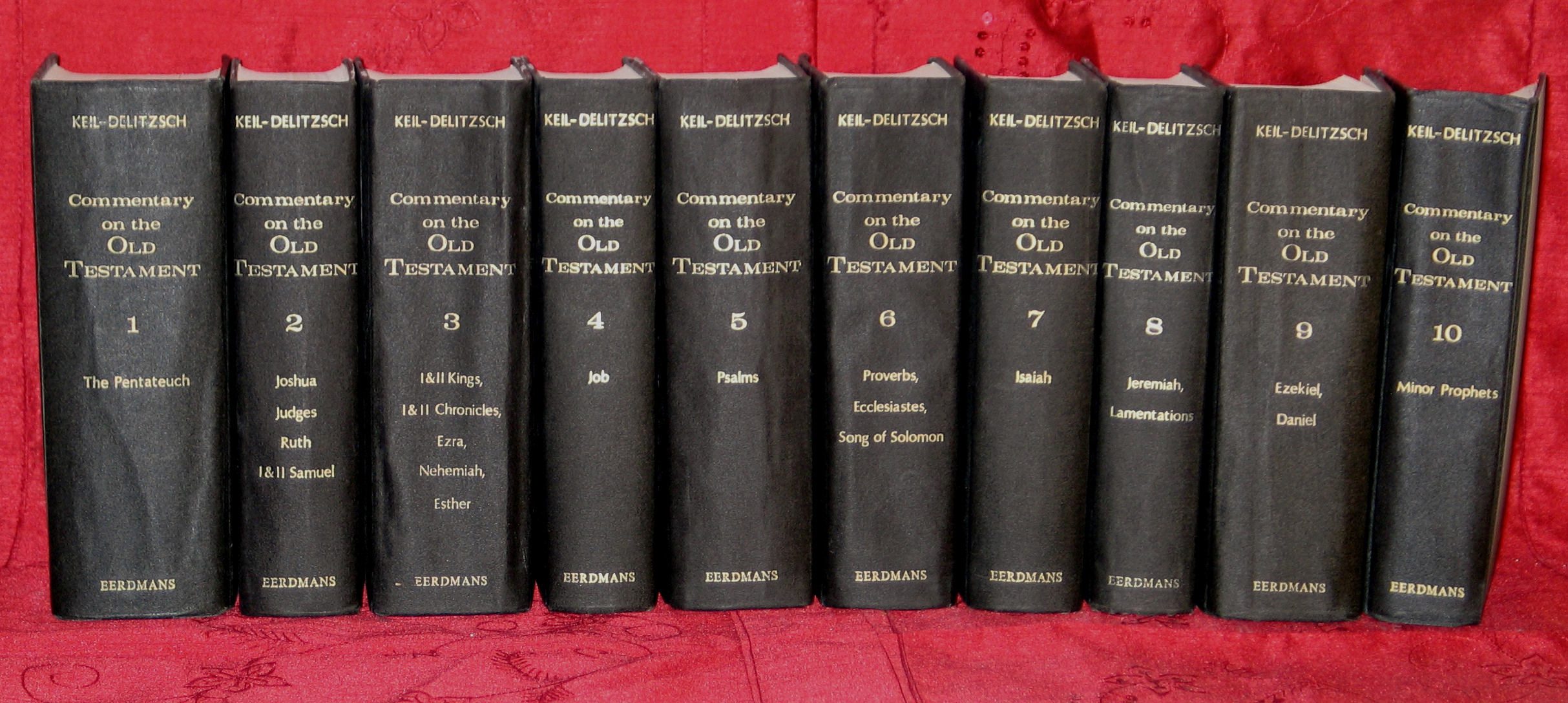
Keil–Delitzsch: comentariu la Vechiul Testament i–X. Grand Rapids 1975.

Din compilațiile de comentarii de C. Keil și F. Delitzsch:
- Volumul 1: Pentateuh
- Volumul 2: Iosua, Judecători, Rut, 1 Și 2 Samuel
- Volumul 3: 1 Și 2 Regi, 1 Și 2 Cronici
- Volumul 4: Ezra, Neemia, Estera, Iov
- Volumul 5: Psalmi
- Volumul 6: Proverbe, Eclesiastul, Cântarea Cântărilor
- Volumul 7: Isaia
- Volumul 8: Ieremia, Plângeri
- Volumul 9: Ezechiel, Daniel
- Volumul 10: Profeți Minori